# Gheorghe Argeșanu
Gheorghe Argeșanu (Caracal, 28 febbraio 1883 – Jilava, 26 novembre 1940) è stato un politico e generale rumeno, primo ministro della Romania per una settimana, dal 21 settembre al 28 settembre 1939.
Dopo aver ricoperto la carica di Ministro della Difesa nel secondo governo guidato da Miron Cristea venne scelto da re Carlo II come successore di Armand Călinescu, assassinato da esponenti del movimento fascista della Guardia di ferro.
Nel 1940, a seguito della creazione da parte della Guardia di Ferro del cosiddetto Stato Nazionale Legionario, Argeșanu venne arrestato e successivamente ucciso durante il massacro di Jilava, nel quale in una sola notte vennero giustiziati 64 prigionieri politici.